# ديرك فان دير بورغ (رسام)
ديرك فان دير بورغ هو رسام هولندي، ولد في 10 أغسطس 1721 في أوترخت في هولندا، وتوفي في 2 يونيو 1773 في هولندا في مملكة هولندا.